# Wenzel Lustkandl
Wenzel Lustkandl (17. března 1832 Schönbach u Chebu – 18. června 1906 Vídeň) byl rakouský právník, vysokoškolský pedagog a politik německé národnosti, v 2. polovině 19. století poslanec Říšské rady.

## Biografie
Působil jako univerzitní profesor.
Vystudoval práva na Karlo-Ferdinandově univerzitě v Praze. Už během studií byl aktivní ve studentských spolcích. V roce 1859 získal titul doktora práv. Působil potom od roku 1859 jako prefekt Tereziánské akademie ve Vídni. V roce 1864 se habilitoval v oboru státní právo na Vídeňské univerzitě. Roku 1868 se stal mimořádným a roku 1894 řádným profesorem všeobecného a rakouského státního práva a správního práva. V roce 1897/1898 byl děkanem. Byl veřejně a politicky činný. V letech 1870–1873 byl členem vídeňské obecní rady, kde se zabýval hlavně školskými otázkami. V letech 1889–1898 zasedal v zemské školní radě.
Už v 60. letech se zapojil do politických debat o státoprávním uspořádání. Odmítal autonomistické a federalistické aspirace Maďarů a Čechů. V roce 1863 napsal spis Uhersko-rakouské státní právo k řešení otázky ústavní (Das ungarisch-österreichische Staatsrecht). Myšlenkově patřil k centralistům ve stylu Antona von Schmerlinga. Po publikování tohoto spisu následovala více než rok trvající publicistická polemika s Ferencem Deákem.
Dlouhodobě zasedal jako poslanec Dolnorakouského zemského sněmu, kam nastoupil roku 1870 a členem sněmu zůstal až do roku 1902. Zastupoval kurii měst, obvod Bruck a. d. Leitha, Hainburg, Schwechat. V letech 1871–1874 byl náhradníkem a v letech 1874–1896 i řádným členem zemského výboru.
Byl také poslancem Říšské rady (celostátního parlamentu Předlitavska), kam nastoupil v doplňovacích volbách roku 1878 za kurii městskou v Dolních Rakousích, obvod Baden, Mödling, Schwechat atd. Slib složil 10. prosince 1878. Mandát zde obhájil ve volbách roku 1879, nyní za obvod Vídeň I. okres. V roce 1878 se uvádí jako Dr. Wenzel Lustkandl, c. k. univerzitní profesor, bytem Vídeň.
Podle údajů z roku 1879 patřil mezi ústavověrné poslance (tzv. Ústavní strana, liberálně, centralisticky a provídeňsky orientovaná). V říjnu 1879 je zmiňován na Říšské radě coby člen mladoněmeckého Klubu sjednocené Pokrokové strany (Club der vereinigten Fortschrittspartei). Vystupoval z opozičních pozic proti konzervativní vládě Eduarda Taaffeho. Zapojil se do parlamentních polemik o jazykových a školských otázkách.
Zemřel v červnu 1906 v soukromém ústavu pro choromyslné ve Vídni. Tělo pak bylo převezeno do rodného západočeského Schönbachu.